# Matelea glandulosa
Matelea glandulosa là một loài thực vật có hoa trong họ La bố ma. Loài này được (Poepp. ex Decne.) Morillo mô tả khoa học đầu tiên năm 1984.